# Декик
Дегик (арм. Դեգիք) — гавар провинции Цопк Великой Армении. На сегодняшний день территория исторического гавара Дегика находится в границах Турции.

## География
Дегик находится на северо-западе провинции Цопк. На западе Дегик граничит с Малой Арменией, на севере− с гаварами Даранаги провинции Бардзр Айк, на северо-востоке − с гаваром Мндзур провинции Бардзр Айк, на востоке − с гаваром Цопк Шауни провинции Цопк, на юге − с гаваром Гаврек провинции Цопк. 
Дегик с трёх сторон окружён естественными границами: на западе − река Ефрат, на юге − река Арацани, на севере − Мндзурские горы.
Крупнейшими городами Дегика являются Варденик и Барадзор.
В центральной части Дегика расположена крепость Крвик (арм. Քրվիկ).